# Wespen (Börde)
Wespen (Börde) este o comună din landul Saxonia-Anhalt, Germania.